# 谢尔盖·基里延科
谢尔盖·弗拉季连诺维奇·基里延科（俄语：Серге́й Владиле́нович Кирие́нко，1962年7月26日—），俄罗斯政治人物，曾任俄罗斯总理。

## 早年
谢尔盖·基里延科生于苏联格鲁吉亚黑海海滨城市苏呼米。1984年毕业于高尔基水运工程学院经济系。1989年—1991年任共青团高尔基州委书记。

## 弃政经商
1992年俄罗斯开始经济改革之后，基里延科担任下诺夫戈罗德市“保障”社会商业银行行长。1996-1997年改任该市“诺尔西石油股份公司”经理。

## 政府总理
1997年3月，基里延科被任命为俄罗斯燃料和动力部第一副部长，同年11月升任部长。1998年3月23日，叶利钦总统任命基里延科为第一副总理和代总理，几天后又提名他为政府新总理候选人。他是继盖达尔和切尔诺梅尔金之后俄罗斯政府的第三任总理，並以35歲之齡成為俄罗斯历史上最年轻的总理。1998年8月17日，基里连科政府违约俄罗斯国内发行的国债并暂停向外国债权人还款，俄罗斯金融危机爆发，基里连科也因此在六天后辞职。

## 俄原子能署署长
基里延科2000年5月18日出任俄原子能署署长，2005年11月14日去职。
| 前任： 维克托·切尔诺梅尔金 | 俄罗斯总理 1998年 | 俄罗斯总理 1998年 | 繼任： 维克托·切尔诺梅尔金 |